# Lednic
Lednic (szlovákul Lednica) község Szlovákiában, a Trencséni kerület Puhói járásában.

## Fekvése
Puhótól 15 km-re nyugatra, a Fehér-Kárpátok völgyében, a Lednic-patak partján fekszik.

## Története
A mai község területén a bronzkorban a lausitzi kultúra és a la théne-kori puhói kultúra települése állt.
A mai települést 1259-ben „Lednyche” alakban említik először. Várát a 13. század közepén építtette a Csák nembeli Márk ispán. Már a 13. században állt a falu első román stílusú temploma, mely a mai plébániakert nyugati részén volt. 1262-ben „Ledniche” formában lelhető fel. 1321 előtt Csák Máté birtoka, majd több gazdája volt. 1321-ben „Lednuche”, 1341-ben „Legniche”, 1408-ban „Lednycze” alakban említik a korabeli források. 1465-ben Hunyadi Mátyástól szabad királyi városi rangot kapott.
1526 után vára a Podmaniczkyaké, akik rablólovagvárrá változtatták. 1598-ban a falunak 44 háza volt. 1628-ban ide telepítette le I. Rákóczi György a fehérhegyi csata után ide menekült huszitákat. Több tulajdonos után vára a Rákócziaké lett, s bár a vár már nem játszott érdemi szerepet, a fejedelmi család, így II. Rákóczi Ferenc címei között is szerepelt. 1672-ben Heister generális felégettette és leromboltatta, azóta rom. Ekkor pusztult el régi temploma is, helyette a mai iskola helyén fatemplomot építettek. 1720-ban 35 volt az adózók száma a faluban. Mai temploma 1733 és 1735 között épült fel. 1784-ben 121 házában 132 családban 657 lakos élt.
A 18. század végén Vályi András így ír róla: „LEDNICZE. Rovne Lednicz. Besztercze Lednicze. Két tót faluk Trentsén Várm. földes Urai G. Balassa, és G. Szapáry Uraságok, lakosai katolikusok, fekszenek Pukovhoz mint egy 3/4 mértföldnyire, földgyeik közép termékenységűek, legelőjök sok, fájok is elég van.”
1828-ban 112 háza volt 805 lakossal, akik főként mezőgazdaságból éltek. A 19. században uradalmi major, sörfőzde, két malom, mészégető és fűrésztelep üzemelt a településen. A mezőgazdaság mellett a kézművességnek is nagy hagyományai vannak.
Fényes Elek 1851-ben kiadott geográfiai szótárában így ír a településről: „Lednicz, tót m. v., Trencsén vmegyében, bent a hegyek közt Morvaország felé: 780 kath., 17 zsidó lak. Kath. paroch. templom. Emlitést érdemelnek az urasági majorság, sörfőző ház, mészégető kemencze, s egy igen szép kőris, fenyő, bikfából álló erdő. Feje egy uradalomnak, mellyhez 2 m. v. 24 falu, s egy kősziklára épült régi, már most lakhatatlan vár tartozik. Hajdan a Podmaniczkiaké volt, azután a fiskus elfoglalván Telekesy Imrének adta, később Dobó vezérnek; majd Rákóczy és Zalomér, ismét Matyasovszky birták: jelenleg gr. Erdődy György birtokában van. Ut. posta Trencsén 7 óra.”
A trianoni békéig Trencsén vármegye Puhói járásához tartozott.

## Népessége
| Év:            | 1994. | 2004.   | 2014.   | 2024.   |
| -------------- | ----- | ------- | ------- | ------- |
| Emberek száma: | 1067  | 1015    | 965     | 894     |
| Eltérés:       |       | -4,87 % | -4,92 % | -7,35 % |

| Év:            | 2023. | 2024.   |
| -------------- | ----- | ------- |
| Emberek száma: | 908   | 894     |
| Eltérés:       |       | -1,54 % |

1910-ben 805, túlnyomórészt szlovák anyanyelvű lakosa volt.
2011-ben 976 lakosából 954 szlovák volt.
2021-ben 940 lakosából 926 (+3) szlovák, 9 (+4) egyéb és 5 ismeretlen nemzetiségű volt.

## Neves személyek
- Itt hunyt el 1940-ben Cserhelyi Sándor piarista tanár, igazgató, tartományi főnök.
- Itt szolgált Bélaváry György udvarbíró, várkapitány.
- Itt szolgált Csuty Pál vármegyei tisztviselő, várkapitány.

## Nevezetességei

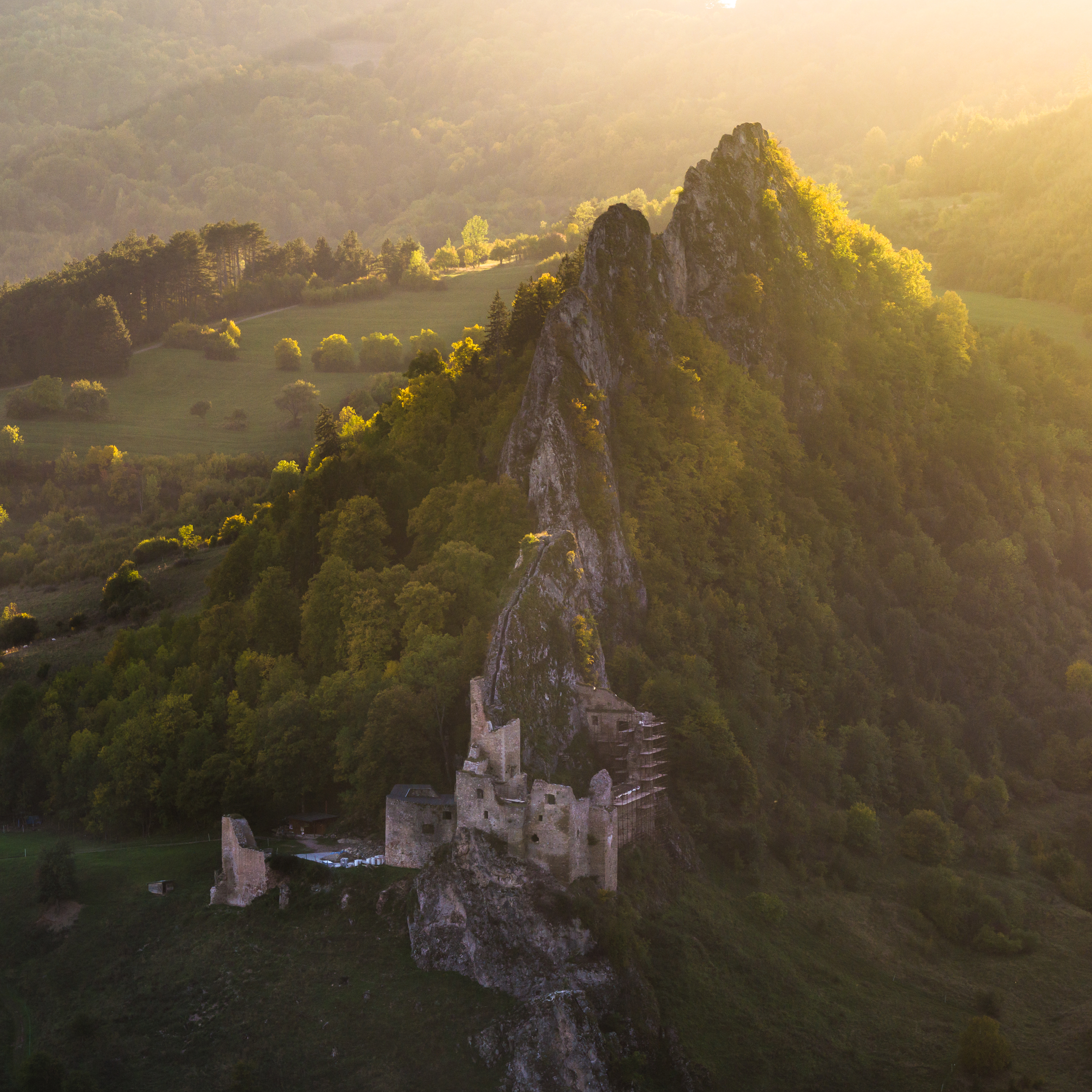
Lednic vára 2018-ban

- A falu végén a házak feletti meredek szikla oldalában állnak várának romjai. A vár két részét sziklába vájt alagút köti össze.[forrás?]
- Nepomuki Szent János tiszteletére szentelt római katolikus temploma 1735-ben épült.
- Nepomuki Szent János és Szent Flórián szobrai 18. századiak.

## Külső hivatkozások
- Hivatalos oldal
- Községinfó
- Lednic Szlovákia térképén
- Lednic vára (szlovák nyelvű leírás sok képpel)
- Szlovák várak (fotógaléria)
- E-obce.sk Archiválva 2008. február 19-i dátummal a Wayback Machine-ben